# Цутому Сато (політик)
Цутому Сато (佐藤 勉, Satō Tsutomu ; нар. 20 червня 1952) — японський політик, міністр внутрішніх справ і комунікацій у 2009 році та голова Національної комісії громадської безпеки з 2008 по 2009 рік під керівництвом прем'єр-міністра Aсо Таро.
Член Палати представників від Ліберально-демократичної партії з 1996 року, Цутому  Сато також обіймав посаду голови Генеральної ради з 2020 по 2021 рік і голови комітету зі справ парламенту з 2013 по 2016 рік.
Уродженець префектури Тотіґі та випускник Університету Ніхон, він працював у будівельній компанії та служив у Асамблеї префектури Тотіґі до обрання в Палату представників.

## Біографія
Цутому Сато народився 20 червня 1952 року в районі Сімо-Цуга префектури Тотіґі. Він вивчав інженерію в університеті Ніхон і працював у корпорації Hazama після закінчення навчання в 1975 році. У 1987 році він був обраний до Асамблеї префектури Тотіґі. 
Сато був обраний кандидатом від Ліберальної-демократичної партія до 4 округу Тотіґі на виборах до Палати представників у жовтні 1996 року . З 2001 по 2002 рік він обіймав посаду віцеміністра охорони здоров’я, праці та соціального забезпечення в парламенті, з 2006 року – голови Комітету Палати представників із внутрішніх справ і комунікацій, а з 2007 року – старшого віцеміністра внутрішніх справ і комунікацій.
У вересні 2008 року він був призначений головою Національної комісії громадської безпеки та державним міністром у справах Окінави та північних територій в кабінеті прем'єр-міністра Асо Таро.   Він також був призначений міністром внутрішніх справ і комунікацій у червні 2009 року після того, як Куніо Хатояма пішов у відставку. Сато обіймав цю та попередню посаду одночасно, доки Мотоо Хаясі не було призначено його наступником на попередній посаді.  Ліберальна-демократична партія  втратила владу після виборів 2009 року, але Сато зберіг місце в Сеймі.
Ліберальна-демократична партія повернулася до влади в 2012 році, а Сато був призначений головою Комітету у справах парламенту в жовтні 2013 року, коли його попередник Ітіро Камошіта пішов у відставку за станом здоров'я. Перебував на посаді до 2016 року. Сато обіймав посаду голови Генеральної ради Ліберально-демократичної партії під керівництвом Йошіхіде Суга з 2020 по 2021 рік.

## Зовнішні посилання
- Офіційний сайт.

| Попередники               | Політичні посади                                                          | Наступники         |
| ------------------------- | ------------------------------------------------------------------------- | ------------------ |
| Куніо Хатояма             | Міністр внутрішніх справ і комунікацій 2009                               | Кадзукіро Харагучі |
| Мотоо Хаясі               | Голова Національної комісії громадської безпеки 2008—2009                 | Мотоо Хаясі        |
| Партійно-політичні посади |                                                                           |                    |
| Ітіро Камошіта            | Голова парламентського комітету Ліберально-демократичної партії 2013—2016 | Ватара Такешіта    |
| Шінучі Судзукі            | Голова Генеральної ради Ліберально-демократичної партії 2020—2021         | Тацуо Фукуда       |